# Aryan Tari
Aryan Tari (Stavanger, 4 giugno 1999) è uno scacchista norvegese, Grande Maestro.

## Biografia
Nato in Norvegia da genitori immigrati dall'Iran, gioca a scacchi dall'età di 5 anni. 
Nel 2012, all'età di 13 anni, vinse il campionato norvegese juniores (under 18), qualificandosi per il campionato assoluto del 2013, dove si classificò all'ottavo posto. Nel 2014 si classificò secondo e nel 2015, a 16 anni, vinse il campionato. È il terzo più giovane giocatore a vincere il titolo norvegese, dopo Simen Agdestein e Magnus Carlsen che lo vinsero a 15 anni.
Nel novembre del 2015 gioca in terza scacchiera al campionato europeo a squadre di Reykjavík, ottenendo sei punti in nove partite e conquistando la terza norma di Grande Maestro. Il titolo è stato ufficializzato dalla FIDE nel marzo del 2016. È il 18º norvegese a raggiungere questo prestigioso traguardo.
Nel novembre del 2017 vince a Tarvisio il Campionato del mondo juniores di scacchi .
Nell'aprile del 2019 si classifica 7º nel Reykjavík Open con 7 punti su 9. A pari merito con altri sette giocatori, il torneo verrà vinto grazie allo spareggio tecnico da Constantin Lupulescu. In luglio vince il suo secondo Campionato norvegese con il punteggio di 6,5 su 9 e miglior spareggio tecnico su Jon Ludvig Hammer.
Vince nel 2023 la European Chess Club Cup con l'Offerspill Sjakklubb, squadra del suo paese, che annoverava tra i componenti il già campione del mondo Magnus Carlsen. Schierato in terza scacchiera totalizza il punteggio di 4,5 su 7.
Nel gennaio 2024 vince il torneo di Florianopolis con 9,5 punti su 10 . 
Ha raggiunto il massimo punteggio Elo nella lista FIDE di luglio 2022 con 2672 punti, 74º al mondo e 2º norvegese dietro Magnus Carlsen.